# Fontanna na Rynku Wildeckim w Poznaniu

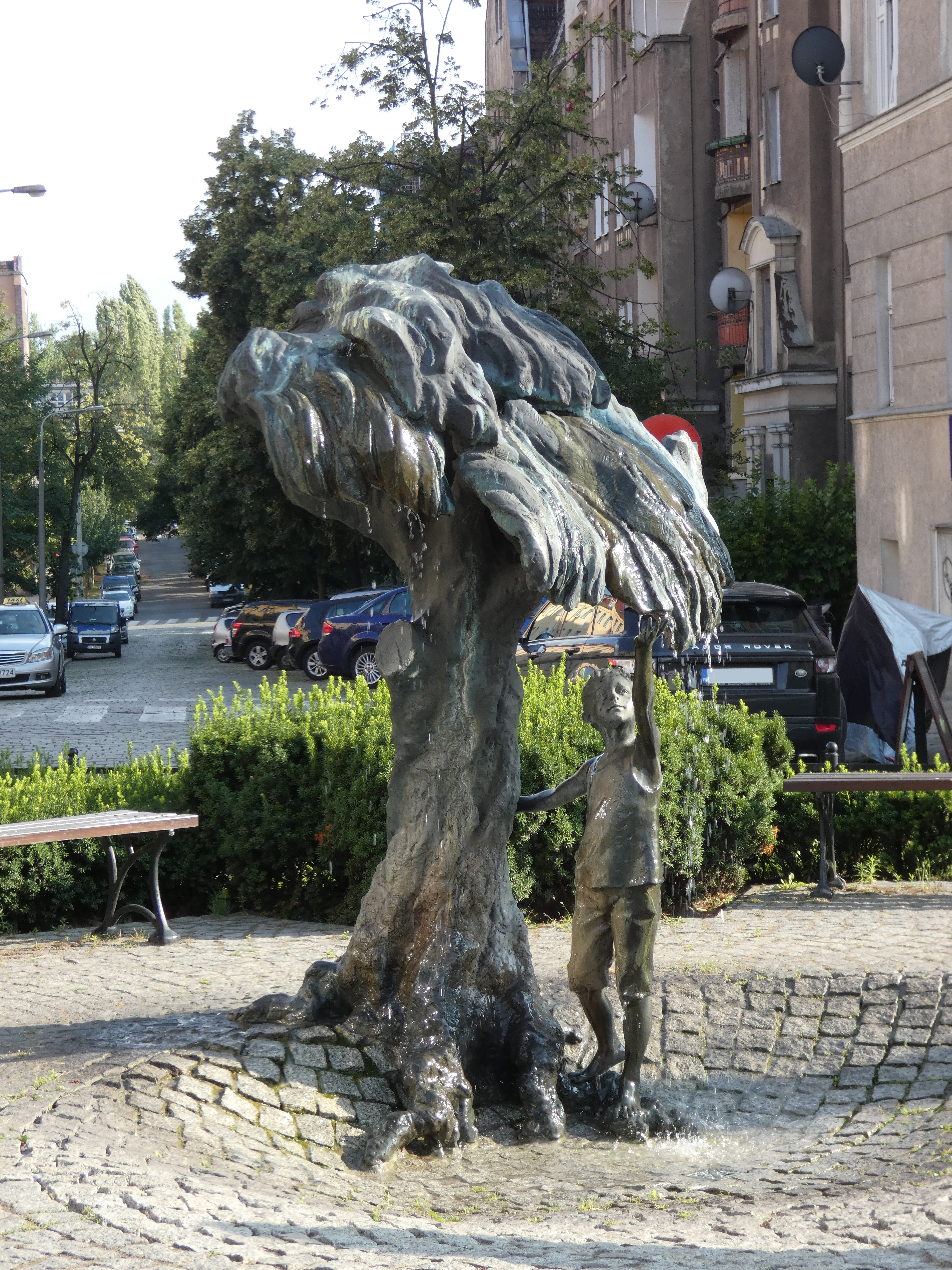
Fontanna na Rynku Wildeckim

Fontanna na Rynku Wildeckim albo Chłopiec pod wierzbą – brązowa fontanna znajdująca się w Poznaniu na skwerze przy Rynku Wildeckim (od strony ul. Czajczej).
Fontannę w formie rzeźby ulicznej przedstawiającej wierzbę płaczącą i chłopca wyciągającego rękę ku wodzie oddano do użytku w połowie lipca 2013. Ma 2,5 m wysokości (postać chłopca ma 1,3 m). Basen z rzeźbą otaczają ławki. Autorem projektu był Jarosław Bogucki. Inicjatorem powstania była Rada Osiedla Wilda (koszt wyniósł 400 tysięcy zł). Pierwsze pomysły w tym zakresie pojawiły się już około roku 2003.
W uroczystości otwarcia fontanny udział wzięli m.in.: Ryszard Grobelny – prezydent miasta, Grzegorz Ganowicz – przewodniczący Rady Miasta oraz Adam Babicz – przewodniczący Rady Osiedla i jeden z inicjatorów budowy obiektu. Ryszard Grobelny zasugerował dla fontanny nazwę Gzub z Wildy.